# Steve Harwell
Steven Scott Harwell, dit Steve Harwell, né le 9 janvier 1967 à Santa Clara (Californie) et mort le 4 septembre 2023 à Boise (Idaho), est un musicien américain.
Il est le chanteur et le fondateur de Smash Mouth avec Greg Camp et Paul De Lisle, fondé en 1994 à San José.

## Biographie
Steve Harwell était auparavant membre du groupe de rap F.O.S qui avait sorti un seul single sur vinyle, Big Black Boots. 
En 1994, avec Greg Camp et Paul De Lisle, il fonde Smashmouth, rebaptisé Smash Mouth en 1995-1996. Steve Harwell apparaît au générique du film Rat Race avec le reste du groupe (Smash Mouth) en 2001. 
En 2010, il réalise une émission Diners, Drive-Ins and Dives avec Guy Fieri pour Food Network.
En mars 2015, Steve Harwell sort le single All Night long avec Stephen Wesley.
En 2021, il quitte la scène musicale en raison de problèmes cardiaques. Il meurt le 4 septembre 2023 dans sa maison de Boise, des suites d'une insuffisance hépatique aiguë, quelques heures après avoir été placé en soins palliatifs.

## Chansons
- Fun In The Sun apparait dans le film Un mariage de princesse en 2004, la chanson est plutôt pop rock.
- You'll never catch me est entendue dans le film d’horreur Cursed avec des effets de hard rock.
- En 2009, Steve Harwell commence une carrière dans la country sort le single Like I don't love you.
- En 2014, il réalise trois chansons de country, Crazy joe, Tennessee et This is Our Bar, contenant un sample de Rock'n'roll attitude de Johnny Hallyday.
- All star et I'm a Believer sont entendus dans le film Shrek (2001).